# Anton Batsche
Anton Batsche (* 20. Dezember 1826 in Wien; † 1. März 1897 ebenda) war ein österreichischer Graveur.

## Leben und Werk

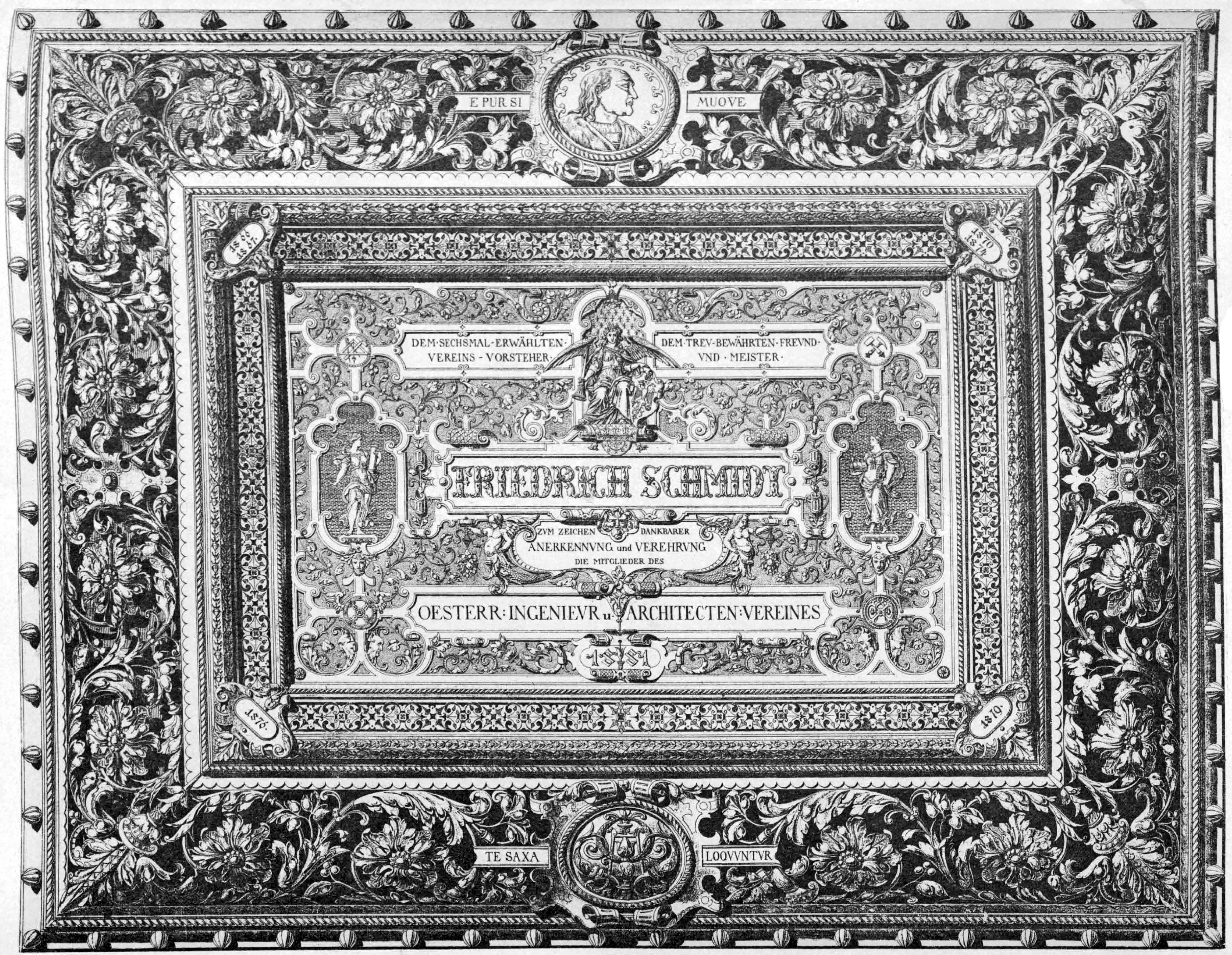
Von Anton Batsche aus getriebenem Eisen geschaffene Ehrengedenktafel des Österreichischen Ingenieur- und Architekten-Verein für Friedrich Schmidt (1882)

Anton Batsche war der Sohn eines Malers. Er begann 1857 an der Akademie der bildenden Künste Wien Bildhauerei zu studieren. Batsche gilt als Bewahrer der Kunsthandwerkstradition des Eisenschnitts. Zugleich entwickelte er die Technik, insbesondere beim Ätzen, weiter. Er stellte auf der Londoner Weltausstellung von 1862, der Pariser Weltausstellung von 1867 und der Wiener Weltausstellung von 1873 aus. Für die Eingangshalle des Krankenhauses Rudolfstiftung gestaltete er 1864 vier gravierte Tafeln.
Seine Ehefrau Aloisia Batsche starb 1874 im Alter von 45 Jahren. In den 1880er Jahren wurde Batsche als Lehrer an das South Kensington Museum berufen, lehnte jedoch ab. An seiner Stelle ging sein Sohn Julius Batsche, den er ausgebildet hatte, nach London. Gustav Ritzinger, ab 1891 Direktor der k.k. Versuchsanstalt und Lehrwerkstätte für Stahl- und Eisenindustrie in Steyr, war ein weiterer Schüler Batsches. Ritzinger war ein Lehrer des Stahlschneiders Michael Blümelhuber, der wiederum Anton Batsche als seinen einzigen Vorläufer nannte. Um ein Auskommen zu finden, arbeitete Batsche zunehmend als Restaurator von Antiquitäten, die er oft ergänzte oder überhaupt kopierte und die dann als Fälschungen im Kunstmarkt weiterverbreitet wurden.
Er nahm am Wiener Gesellschaftsleben teil und gestaltete etwa Künstlerabende mit. Ab 1861 war er Mitglied des Wiener Künstlerhauses. Er wirkte als langjähriges Mitglied der Vereine Grüne Insel und Albrecht-Dürer-Verein. Als Vorstand des Albrecht-Dürer-Vereins kritisierte er das Vergabeverfahren zu Errichtung des Wiener Schillerdenkmals, vor allem weil die Entscheidung für Johannes Schilling von Nicht-Künstlern getroffen worden war. Er war außerdem Mitglied der freien Genossenschaft der Graveure Wiens.
Batsche starb 70-jährig in Wien-Hütteldorf.

## Ehrungen
- Verdienstmedaille auf der Wiener Weltausstellung (1873)[6]
- Straßenbenennung der Batschegasse in Wien-Atzgersdorf (1954)[12]